# Burgwall Dargun
Der Burgwall Dargun ist ein slawischer Burgwall, der sich auf dem Gemeindegebiet Dargun im Landkreis Mecklenburgische Seenplatte befindet. 
Das Bodendenkmal liegt abgeschieden nordwestlich des Ortes auf einem ausgedehnten Geländesporn. Es handelt sich um eine altslawische Höhenburg mit drei Vorwällen und einer kleineren Hauptburg. Sie existierte vom 7. bis 10. Jahrhundert, wie Keramikfunde zeigten, und hat in dieser Zeit im Stammesgebiet der Wilzen gelegen. In der Hauptburg befinden sich heute die Reste eines jüdischen Friedhofes aus dem 18. Jahrhundert. Auf dem Gebiet der äußersten Vorburg liegen Hügelgräber aus der Bronzezeit. Warum die Slawen diese in ihre Burganlage mit einbezogen, wird wohl für immer unbekannt bleiben. Im 12. Jahrhundert wurde im Zusammenhang mit dänischen Kriegszügen eine slawische Burganlage für Dargun erwähnt, die zerstört wurde. Ob damit die altslawische Höhenburg gemeint war oder eine andere jüngere Burganlage an der Stelle des Schlosses in Dargun, ist bisher noch unbekannt. Dass ältere slawische Wallanlagen im 12. Jahrhundert kurzzeitig wiederbesiedelt wurden, konnte man schon für andere Burgen nachweisen.